# Ginnastica acrobatica ai Giochi mondiali 2022 - Coppia femminile
La gara della coppia femminile di ginnastica acrobatica ai Giochi mondiali 2022 si è svolta il 15 luglio 2022 a Birmingham.

## Risultati

### Qualificazioni
| Rank | Squadra                                | Nazione     | Balance | Dynamic | Totale | Note |
| ---- | -------------------------------------- | ----------- | ------- | ------- | ------ | ---- |
| 1    | Viktoriia Kozlovska, Taisiia Marchenko | Ucraina     | 28.910  | 28.270  | 57.180 | Q    |
| 2    | Rita Ferreira, Rita Teixeira           | Portogallo  | 28.750  | 27.450  | 56.200 | Q    |
| 3    | Katherine Borcherding, Cierra Mc Kown  | Stati Uniti | 27.550  | 26.050  | 53.600 | Q    |
| 4    | Alexandra Rudakova, Damira Talgat      | Kazakistan  | 27.300  | 26.280  | 53.580 | Q    |
| 5    | Alexandra McWhirter, Anna Tran-Dinh    | Australia   | 26.110  | 25.200  | 51.310 | R1   |
| 6    | Kamila Bryskiewicz, Zofia Kaminska     | Polonia     | 25.240  | 25.810  | 51.050 | R2   |

### Finale
| Rank | Squadra                                | Nazione     | Difficoltà | Esecuzione | Artistico | Totale | Note |
| ---- | -------------------------------------- | ----------- | ---------- | ---------- | --------- | ------ | ---- |
| 1    | Viktoriia Kozlovska, Taisiia Marchenko | Ucraina     | 1.840      | 9.050      | 18.400    | 29.290 |      |
| 2    | Rita Ferreira, Rita Teixeira           | Portogallo  | 2.580      | 8.700      | 17.500    | 28.780 |      |
| 3    | Katherine Borcherding, Cierra Mc Kown  | Stati Uniti | 1.720      | 8.700      | 16.700    | 27.120 |      |
| 4    | Alexandra Rudakova, Damira Talgat      | Kazakistan  | 2.010      | 8.550      | 16.400    | 26.960 |      |